# ماهی کت‌چرمی ریشو
ماهی کت‌چرمی ریشو (نام علمی: Anacanthus barbatus) نام یک گونه از تیره سوهان‌ماهی است.